# Schwedischer Fußballpokal der Männer 2019/20
Der schwedische Fußballpokal 2019/20 (auch Svenska Cupen 2019/20 genannt) war die 64. Austragung des Fußballpokalwettbewerbs der Männer. Die 1. Runde begann am 15. Mai 2019. Das Finale fand am 30. Juli 2020 im Gamla Ullevi von Göteborg statt. Titelverteidiger war BK Häcken.
Pokalsieger wurde IFK Göteborg. Das Team setzte sich im Finale mit 2:1 nach Verlängerung gegen Malmö FF durch. Der Sieger qualifizierte sich damit für die 2. Qualifikationsrunde der UEFA Europa League 2020/21. Torschützenkönig wurde mit jeweils fünf Toren Ahmed Awad von Dalkurd FF (2) bzw. Västerås SK (3) und Alexander Kačaniklić von Hammarby IF.

## Modus
Die K.-o.-Spiele wurden in einer Begegnung entschieden. Bei unentschiedenem Ausgang gibt es eine Verlängerung von zweimal 15 Minuten und gegebenenfalls ein Elfmeterschießen. In der 1. Runde traten 64 Mannschaften der dritten Spielklasse oder darunter gegeneinander an. Den Siegern wurde in der 2. Runde, jeweils nach Nord und Süd getrennt, ein Verein der Allsvenskan bzw. der Superettan zugelost.
Die 32 Sieger qualifizierten sich für die Gruppenphase. In jeder Gruppe wurden zwei gesetzte und zwei ungesetzte Mannschaften gelost. Dort spielte jedes Team in einer einfachen Runde gegen die anderen drei Gruppengegner. Die Gruppensieger erreichten das Viertelfinale. In allen K.-o.-Runden hatten unterklassige Vereine Heimrecht.

## Teilnehmer
| Fotbollsallsvenskan (16) (Level 1) | Superettan (16) (Level 2) | Division 1 (19) (Level 3) |
| --- | --- | --- |
| - Djurgårdens IF - IF Elfsborg - AFC Eskilstuna - Falkenbergs FF - IFK Göteborg - BK Häcken - Hammarby IF - Helsingborgs IF - Kalmar FF - Malmö FF - IFK Norrköping - IK Sirius - AIK Solna - GIF Sundsvall - Örebro SK - Östersunds FK | - IK Brage - IF Brommapojkarna - Dalkurd FF - Degerfors IF - IK Frej - GAIS Göteborg - Halmstads BK - Jönköpings Södra IF - Mjällby AIF - Norrby IF - Örgryte IS - Östers IF - Syrianska FC - Trelleborgs FF - Varbergs BoIS - Västerås SK | - Akropolis IF - Carlstad United BK - Eskilsminne IF - Karlstad BK - Lindome GIF - Lunds BK - Nyköpings BIS - Oskarshamns AIK - Rynninge IK - Sandvikens IF - Skövde AIK - Sollentuna FF - Torns IF - FC Trollhättan - Tvååkers IF - Umeå FC - Utsiktens BK - IFK Värnamo - Vasalunds IF |
| Division 2 (29) (Level 4) | | |
| - Assyriska BK - Ifö/Bromölla IF - Enskede IK - Gamla Upsala SK - Gottne IF - Grebbestads IF - FC Gute - IFK Haninge - IFK Hässleholm - Hittarps IK                                                                                     | - Hudiksvalls FF - Husqvarna FF - Karlbergs BK - FK Karlskrona - IFK Lidingö - IFK Luleå - IFK Mora - Newroz FC - IFK Östersund | - Qviding FIF - Råslätts SK - FC Rosengård 1917 - IFK Stocksund - IFK Timrå - Vänersborgs FK - Vårgåda IK - Värmbols FC - Vinbergs IF |
| Division 3 (8) (Level 5) | Division 4 (7) (Level 6) | Division 5 (1) (Level 7) |
| - Eneby BK - Forssa BK - IK Franke - Gnosjö IF - Höganäs BK - BKV Norrtälje - Värtans IK - Växjö United | - BK Astrio - Dagsbergs IF - Hogsäters GF - Tågarps AIK - Vattholma IF - KF Velebit - Vendeslö IK | - IK Östria Lambohov |

## 1. Runde
Teilnehmer: 19 Vereine der Division 1, 29 Vereine der Division 2, acht Vereine der Division 3, sieben Vereine der Division 4 und ein Verein aus der Division 5.
| Datum      |                          | Ergebnis              |                        |
| ---------- | ------------------------ | --------------------- | ---------------------- |
| 15.05.2019 | Gnosjö IF (V)            | 0:3                   | IFK Värnamo (III)      |
| 21.05.2019 | Vårgåda IK (IV)          | 1:1 n. V. (5:4 i. E.) | Lindome GIF (III)      |
| 21.05.2019 | Ifö/Bromölla IF (IV)     | 0:4                   | Lunds BK (III)         |
| 21.05.2019 | IK Franke (V)            | 0:2                   | Gamla Upsala SK (IV)   |
| 05.06.2019 | KF Velebit (VI)          | 0:2                   | Qviding FIF (IV)       |
| 05.06.2019 | BKV Norrtälje (V)        | 0:4                   | Akropolis IF (III)     |
| 05.06.2019 | Newroz FC (IV)           | 2:6                   | Sollentuna FF (III)    |
| 06.06.2019 | Vendeslö IK (VI)         | 1:8                   | FC Gute (IV)           |
| 08.06.2019 | BK Astrio (VI)           | 2:0                   | Höganäs BK (V)         |
| 11.06.2019 | Dagsbergs IF (VI)        | 1:0                   | Värmbols FC (IV)       |
| 12.06.2019 | Assyriska BK (IV)        | 0:5                   | Utsiktens BK (III)     |
| 12.06.2019 | IK Östria Lambohov (VII) | 1:4                   | Husqvarna FF (IV)      |
| 12.06.2019 | Råslätts SK (IV)         | 2:0                   | Skövde AIK (III)       |
| 12.06.2019 | IFK Timrå (IV)           | 4:0                   | IFK Östersund (IV)     |
| 12.06.2019 | Värtans IK (V)           | 1:2                   | Enskede IK (IV)        |
| 12.06.2019 | IFK Haninge (IV)         | 3:3 n. V. (4:5 i. E.) | IFK Stocksund (IV)     |
| 25.06.2019 | IFK Luleå (IV)           | 3:3 n. V. (4:3 i. E.) | Umeå FC (III)          |
| 25.06.2019 | IFK Hässleholm (IV)      | 2:6                   | Torns IF (III)         |
| 25.06.2019 | Eneby BK (V)             | 0:3                   | Oskarshamns AIK (III)  |
| 25.06.2019 | Grebbestads IF (IV)      | 0:4                   | FC Trollhättan (III)   |
| 26.06.2019 | Växjö United (V)         | 00:3 1                | FK Karlskrona (IV)     |
| 26.06.2019 | Gottne IF (IV)           | 3:1                   | Hudiksvalls FF (IV)    |
| 26.06.2019 | Tågarps AIK (VI)         | 1:3                   | FC Rosengård 1917 (IV) |
| 26.06.2019 | Nyköpings BIS (III)      | 2:2 n. V. (4:2 i. E.) | Vasalunds IF (III)     |
| 29.06.2019 | Vattholma IF (VI)        | 1:5                   | Forssa BK (V)          |
| 01.07.2019 | Vänersborgs FK (IV)      | 1:2 n. V.             | Eskilsminne IF (III)   |
| 02.07.2019 | IFK Mora (IV)            | 0:2                   | Sandvikens IF (III)    |
| 02.07.2019 | Vinbergs IF (IV)         | 0:1                   | Tvååkers IF (III)      |
| 02.07.2019 | Carlstad United BK (III) | 5:0                   | Rynninge IK (III)      |
| 03.07.2019 | IFK Lidingö (IV)         | 1:0                   | Karlbergs BK (IV)      |
| 03.07.2019 | Hittarps IK (IV)         | 0:1                   | Eskilsminne IF (III)   |
| 03.07.2019 | Hogsäters GF (VI)        | 0:2                   | Karlstad BK (III)      |

## 2. Runde
Teilnehmer: Die 32 Sieger der 1. Runde und alle Mannschaften der Allsvenskan 2019 und der Superettan 2019.
| Datum      |                          | Ergebnis              |                          |
| ---------- | ------------------------ | --------------------- | ------------------------ |
| 14.08.2019 | IFK Stocksund (IV)       | 0:1                   | Östersunds FK (I)        |
| 14.08.2019 | Carlstad United BK (III) | 2:3                   | AFC Eskilstuna (I)       |
| 14.08.2019 | Lunds BK (III)           | 0:1                   | Varbergs BoIS (II)       |
| 21.08.2019 | Qviding FIF (IV)         | 1:3                   | BK Häcken (I)            |
| 21.08.2019 | Tvååkers IF (III)        | 2:0                   | Trelleborgs FF (II)      |
| 21.08.2019 | Råslätts SK (IV)         | 0:1                   | GAIS Göteborg (II)       |
| 21.08.2019 | Karlstad BK (III)        | 1:1 n. V. (3:5 i. E.) | IK Sirius (I)            |
| 21.08.2019 | Forssa BK (V)            | 2:4                   | Syrianska FC (II)        |
| 21.08.2019 | Gottne IF (IV)           | 2:4 n. V.             | IF Brommapojkarna (II)   |
| 21.08.2019 | Gamla Upsala SK (IV)     | 1:3                   | Västerås SK (II)         |
| 21.08.2019 | Sollentuna FK (III)      | 4:3                   | Degerfors IF (II)        |
| 21.08.2019 | IFK Lidingö (IV)         | 1:3 n. V.             | GIF Sundsvall (I)        |
| 21.08.2019 | Torns IF (III)           | 1:2 n. V.             | Jönköpings Södra IF (II) |
| 21.08.2019 | FC Rosengård 1917 (IV)   | 1:2                   | Kalmar FF (I)            |
| 21.08.2019 | Husqvarna FF (IV)        | 0:4                   | Mjällby AIF (II)         |
| 21.08.2019 | Utsiktens BK (III)       | 0:1                   | Örgryte IS (II)          |
| 21.08.2019 | Eskilsminne IF (III)     | 1:0                   | Norrby IF (II)           |
| 21.08.2019 | FK Karlskrona (IV)       | 2:1                   | Östers IF (II)           |
| 21.08.2019 | FC Trollhättan (III)     | 1:2                   | Halmstads BK (II)        |
| 21.08.2019 | FC Gute (IV)             | 2:4                   | Dalkurd FF (II)          |
| 21.08.2019 | Nyköpings BIS (III)      | 0:1                   | Örebro SK (I)            |
| 21.08.2019 | Sandvikens IF (III)      | 2:1                   | IK Frej (II)             |
| 21.08.2019 | IFK Luleå (IV)           | 1:3                   | Hammarby IF (I)          |
| 21.08.2019 | IFK Timrå (IV)           | 1:6                   | IFK Norrköping (I)       |
| 22.08.2019 | IK Gauthiod (IV)         | 1:3 n. V.             | IF Elfsborg (I)          |
| 22.08.2019 | Vårgåda IK (IV)          | 0:4                   | Falkenbergs FF (I)       |
| 22.08.2019 | Akropolis IF (III)       | 1:2                   | Djurgårdens IF (I)       |
| 22.08.2019 | Oskarshamns AIK (III)    | 2:1                   | Helsingborgs IF (I)      |
| 22.08.2019 | BK Astrio (VI)           | 0:4                   | IFK Göteborg (I)         |
| 22.08.2019 | Dagsbergs IF (VI)        | 00:12                 | IK Brage (II)            |
| 09.11.2019 | Enskede IK (IV)          | 0:7                   | AIK Solna (I)            |
| 10.11.2019 | IFK Värnamo (III)        | 0:2                   | Malmö FF (I)             |

## Gruppenphase
Für die Gruppenphase waren die 32 Sieger der zweiten Runde qualifiziert. Dabei waren die 16 bestplatzierten Mannschaften der letzten Saison als Gruppenerste und -zweite gesetzt, während die restlichen 16 ihnen zugelost wurden. Die Spiele wurden vom 15. Februar bis zum 9. März 2020 ausgetragen. In der Klammer ist die jeweilige Ligaebene angegeben, in der der Verein in der Saison 2019 spielte.

### Gruppe 1
| Datum      |                | Ergebnis |                |
| ---------- | -------------- | -------- | -------------- |
| 22.02.2020 | Djurgårdens IF | 3:2      | Dalkurd FF     |
| 22.02.2020 | Sandvikens IF  | 1:3      | Mjällby AIF    |
| 02.03.2020 | Sandvikens IF  | 2:2      | Djurgårdens IF |
| 02.03.2020 | Mjällby AIF    | 5:0      | Dalkurd FF     |
| 07.03.2020 | Dalkurd FF     | 3:1      | Sandvikens IF  |
| 07.03.2020 | Djurgårdens IF | 1:2      | Mjällby AIF    |

| Pl. | Verein              | Sp. | S | U | N | Tore    | Diff. | Punkte |
| --- | ------------------- | --- | - | - | - | ------- | ----- | ------ |
| 1.  | Mjällby AIF (II)    | 3   | 3 | 0 | 0 | 010:200 | +8    | 09     |
| 2.  | Djurgårdens IF (I)  | 3   | 1 | 1 | 1 | 006:600 | ±0    | 04     |
| 3.  | Dalkurd FF (II)     | 3   | 1 | 0 | 2 | 005:900 | −4    | 03     |
| 4.  | Sandvikens IF (III) | 3   | 0 | 1 | 2 | 004:800 | −4    | 01     |

### Gruppe 2
| Datum      |                | Ergebnis |                |
| ---------- | -------------- | -------- | -------------- |
| 15.02.2020 | Malmö FF       | 8:0      | Syrianska FC   |
| 23.02.2020 | FK Karlskrona  | 1:1      | AFC Eskilstuna |
| 01.03.2020 | FK Karlskrona  | 1:2      | Malmö FF       |
| 01.03.2020 | AFC Eskilstuna | 6:1      | Syrianska FC   |
| 08.03.2020 | Syrianska FC   | 5:1      | FK Karlskrona  |
| 08.03.2020 | Malmö FF       | 3:0      | AFC Eskilstuna |

| Pl. | Verein             | Sp. | S | U | N | Tore    | Diff. | Punkte |
| --- | ------------------ | --- | - | - | - | ------- | ----- | ------ |
| 1.  | Malmö FF (I)       | 3   | 3 | 0 | 0 | 013:100 | +12   | 09     |
| 2.  | AFC Eskilstuna (I) | 3   | 1 | 1 | 1 | 007:500 | +2    | 04     |
| 3.  | Syrianska FC (II)  | 3   | 1 | 0 | 2 | 006:150 | −9    | 03     |
| 4.  | FK Karlskrona (IV) | 3   | 0 | 1 | 2 | 003:800 | −5    | 01     |

### Gruppe 3
| Datum      |                   | Ergebnis |                   |
| ---------- | ----------------- | -------- | ----------------- |
| 24.02.2020 | Hammarby IF       | 5:1      | Varbergs BoIS     |
| 24.02.2020 | GIF Sundsvall     | 2:2      | IF Brommapojkarna |
| 01.03.2020 | GIF Sundsvall     | 1:4      | Varbergs BoIS     |
| 01.03.2020 | IF Brommapojkarna | 0:2      | Hammarby IF       |
| 08.03.2020 | Varbergs BoIS     | 1:1      | IF Brommapojkarna |
| 08.03.2020 | Hammarby IF       | 4:0      | GIF Sundsvall     |

| Pl. | Verein                 | Sp. | S | U | N | Tore    | Diff. | Punkte |
| --- | ---------------------- | --- | - | - | - | ------- | ----- | ------ |
| 1.  | Hammarby IF (I)        | 3   | 3 | 0 | 0 | 011:100 | +10   | 09     |
| 2.  | Varbergs BoIS (II)     | 3   | 1 | 1 | 1 | 006:700 | −1    | 04     |
| 3.  | IF Brommapojkarna (II) | 3   | 0 | 2 | 1 | 003:500 | −2    | 02     |
| 4.  | GIF Sundsvall (I)      | 3   | 0 | 1 | 2 | 003:100 | −7    | 01     |

### Gruppe 4
| Datum      |                     | Ergebnis |                     |
| ---------- | ------------------- | -------- | ------------------- |
| 23.02.2020 | AIK Solna           | 2:2      | Jönköpings Södra IF |
| 23.02.2020 | Kalmar FF           | 3:0      | Jönköpings Södra IF |
| 01.03.2020 | Kalmar FF           | 5:0      | Jönköpings Södra IF |
| 01.03.2020 | Örgryte IS          | 0:1      | AIK Solna           |
| 09.03.2020 | Jönköpings Södra IF | 2:0      | Norrby IF           |
| 09.03.2020 | AIK Solna           | 3:1      | Kalmar FF           |

| Pl. | Verein                   | Sp. | S | U | N | Tore    | Diff. | Punkte |
| --- | ------------------------ | --- | - | - | - | ------- | ----- | ------ |
| 1.  | AIK Solna (I)            | 3   | 2 | 1 | 0 | 006:300 | +3    | 07     |
| 2.  | Kalmar FF (I)            | 3   | 2 | 0 | 1 | 009:300 | +6    | 06     |
| 3.  | Jönköpings Södra IF (II) | 3   | 1 | 1 | 1 | 004:700 | −3    | 04     |
| 4.  | Örgryte IS (II)          | 3   | 0 | 0 | 3 | 000:600 | −6    | 0      |

### Gruppe 5
| Datum      |                | Ergebnis |                |
| ---------- | -------------- | -------- | -------------- |
| 23.02.2020 | IFK Norrköping | 1:0      | Halmstads BK   |
| 23.02.2020 | Tvååkers IF    | 1:3      | Falkenbergs FF |
| 01.03.2020 | Tvååkers IF    | 2:1      | IFK Norrköping |
| 01.03.2020 | Falkenbergs FF | 1:0      | Halmstads BK   |
| 07.03.2020 | Halmstads BK   | 2:1      | Tvååkers IF    |
| 07.03.2020 | IFK Norrköping | 1:0      | Falkenbergs FF |

| Pl. | Verein             | Sp. | S | U | N | Tore    | Diff. | Punkte |
| --- | ------------------ | --- | - | - | - | ------- | ----- | ------ |
| 1.  | Falkenbergs FF (I) | 3   | 2 | 0 | 1 | 004:200 | +2    | 06     |
| 2.  | IFK Norrköping (I) | 3   | 2 | 0 | 1 | 003:200 | +1    | 06     |
| 3.  | Halmstads BK (II)  | 3   | 1 | 0 | 2 | 003:120 | −9    | 03     |
| 4.  | Tvååkers IF (III)  | 3   | 1 | 0 | 2 | 006:110 | −5    | 03     |

### Gruppe 6
| Datum      |                | Ergebnis |                |
| ---------- | -------------- | -------- | -------------- |
| 23.02.2020 | BK Häcken      | 3:0      | GAIS Göteborg  |
| 23.02.2020 | Eskilsminne IF | 0:5      | Östersunds FK  |
| 29.02.2020 | Eskilsminne IF | 0:4      | BK Häcken      |
| 29.02.2020 | Östersunds FK  | 4:0      | GAIS Göteborg  |
| 08.03.2020 | GAIS Göteborg  | 4:1      | Eskilsminne IF |
| 08.03.2020 | BK Häcken      | 2:0      | Östersunds FK  |

| Pl. | Verein               | Sp. | S | U | N | Tore    | Diff. | Punkte |
| --- | -------------------- | --- | - | - | - | ------- | ----- | ------ |
| 1.  | BK Häcken (I)        | 3   | 3 | 0 | 0 | 009:000 | +9    | 09     |
| 2.  | Östersunds FK (I)    | 3   | 2 | 0 | 1 | 009:200 | +7    | 06     |
| 3.  | GAIS Göteborg (II)   | 3   | 1 | 0 | 2 | 004:800 | −4    | 03     |
| 4.  | Eskilsminne IF (III) | 3   | 0 | 0 | 3 | 001:130 | −12   | 0      |

### Gruppe 7
| Datum      |               | Ergebnis |               |
| ---------- | ------------- | -------- | ------------- |
| 22.02.2020 | IFK Göteborg  | 2:0      | Västerås SK   |
| 22.02.2020 | Sollentuna FK | 1:8      | IK Sirius     |
| 29.02.2020 | Sollentuna FK | 0:2      | IFK Göteborg  |
| 29.02.2020 | IK Sirius     | 0:3      | Västerås SK   |
| 07.03.2020 | Västerås SK   | 4:0      | Sollentuna FK |
| 07.03.2020 | IFK Göteborg  | 1:1      | IK Sirius     |

| Pl. | Verein              | Sp. | S | U | N | Tore    | Diff. | Punkte |
| --- | ------------------- | --- | - | - | - | ------- | ----- | ------ |
| 1.  | IFK Göteborg (I)    | 3   | 2 | 0 | 1 | 005:100 | +4    | 06     |
| 2.  | Västerås SK (II)    | 3   | 2 | 0 | 1 | 007:200 | +5    | 06     |
| 3.  | IK Sirius (I)       | 3   | 1 | 1 | 1 | 009:500 | +4    | 04     |
| 4.  | Sollentuna FK (III) | 3   | 0 | 0 | 3 | 001:140 | −13   | 0      |

### Gruppe 8
| Datum      |                 | Ergebnis |                 |
| ---------- | --------------- | -------- | --------------- |
| 22.02.2020 | IF Elfsborg     | 3:0      | IK Brage        |
| 22.02.2020 | Oskarshamns AIK | 1:4      | Örebro SK       |
| 29.02.2020 | Oskarshamns AIK | 2:1      | IF Elfsborg     |
| 29.02.2020 | Örebro SK       | 3:3      | IK Brage        |
| 08.03.2020 | IK Brage        | 3:1      | Oskarshamns AIK |
| 08.03.2020 | IF Elfsborg     | 1:0      | Örebro SK       |

| Pl. | Verein                | Sp. | S | U | N | Tore    | Diff. | Punkte |
| --- | --------------------- | --- | - | - | - | ------- | ----- | ------ |
| 1.  | IF Elfsborg (I)       | 3   | 2 | 0 | 1 | 005:200 | +3    | 06     |
| 2.  | Örebro SK (I)         | 3   | 1 | 1 | 1 | 007:500 | +2    | 04     |
| 3.  | IK Brage (II)         | 3   | 1 | 1 | 1 | 006:700 | −1    | 04     |
| 4.  | Oskarshamns AIK (III) | 3   | 1 | 0 | 2 | 004:800 | −4    | 03     |

## Finalrunde

### Rangliste der Gruppensieger
| Pl. | Verein             | Sp. | S | U | N | Tore    | Diff. | Punkte |
| --- | ------------------ | --- | - | - | - | ------- | ----- | ------ |
| 1.  | Malmö FF (I)       | 3   | 3 | 0 | 0 | 013:100 | +12   | 09     |
| 2.  | Hammarby IF (I)    | 3   | 3 | 0 | 0 | 011:100 | +10   | 09     |
| 3.  | BK Häcken (I)      | 3   | 3 | 0 | 0 | 009:000 | +9    | 09     |
| 4.  | Mjällby AIF (II)   | 3   | 3 | 0 | 0 | 010:200 | +8    | 09     |
| 5.  | IFK Göteborg (I)   | 3   | 2 | 1 | 0 | 005:100 | +4    | 07     |
| 6.  | AIK Solna (I)      | 3   | 2 | 1 | 0 | 006:300 | +3    | 07     |
| 7.  | IF Elfsborg (I)    | 3   | 2 | 0 | 1 | 005:200 | +3    | 06     |
| 8.  | Falkenbergs FF (I) | 3   | 2 | 0 | 1 | 004:200 | +2    | 06     |

Platzierungskriterien: 1. Punkte – 2. Tordifferenz – 3. geschossene Tore – 4. Ligaplatzierung

### Viertelfinale
Für das Viertelfinale qualifizierten sich die acht Gruppensieger. Dabei waren die besten vier Gruppensieger gesetzt, während die anderen vier ihnen zugelost wurden. In der Klammer ist die jeweilige Ligaebene angegeben, in der der Verein in der Saison 2019 spielte.
| Datum      |                  | Ergebnis  |                    |
| ---------- | ---------------- | --------- | ------------------ |
| 25.06.2020 | BK Häcken (I)    | 1:2       | IF Elfsborg (I)    |
| 25.06.2020 | Hammarby IF (I)  | 1:3 n. V. | IFK Göteborg (I)   |
| 25.06.2020 | Mjällby AIF (II) | 1:0       | Falkenbergs FF (I) |
| 25.06.2020 | Malmö FF (I)     | 4:1       | AIK Solna (I)      |

### Halbfinale
| Datum      |                  | Ergebnis              |                  |
| ---------- | ---------------- | --------------------- | ---------------- |
| 09.07.2020 | IF Elfsborg (I)  | 0:1 n. V.             | IFK Göteborg (I) |
| 09.07.2020 | Mjällby AIF (II) | 0:0 n. V. (2:4 i. E.) | Malmö FF (I)     |

### Finale
| Paarung        | IFK Göteborg – Malmö FF |
| Ergebnis       | 2:1 n. V. (1:1, 0:1) |
| Datum          | 30. Juli 2020 |
| Stadion        | Gamla Ullevi, Göteborg |
| Zuschauer      | Unter Ausschluss der Öffentlichkeit |
| Schiedsrichter | Glenn Nyberg |
| Tore           | 0:1 Ola Toivonen (40.) 1:1 Patrik Karlsson Lagemyr (86.) 2:1 Alexander Farnerud (94.) |
| IFK Göteborg   | Giannis Anestis – Alexander Jallow, Mattias Bjärsmyr, Jakob Johansson, Victor Wernersson – August Erlingmark (68. Alexander Farnerud), Alhassan Yusuf – Hosam Aiesh, Sargon Abraham (82. Emil Holm), Tobias Sana (117. Adil Titi) – Patrik Karlsson Lagemyr (105.+3' André Calisir) Cheftrainer: Poya Asbaghi        |
| Malmö FF       | Johan Dahlin – Eric Larsson, Oscar Lewicki (23. Behrang Safari), Anel Ahmedhodžić, Jonas Knudsen – Jo Inge Berget, Anders Christiansen , Bonke Innocent (84. Erdal Rakip) – Ola Toivonen, Isaac Kiese Thelin, Søren Rieks (13. Marcus Antonsson (105+2' Guillermo Molis)) Cheftrainer: Jon Dahl Tomasson ( Dänemark) |
| Gelbe Karten   | Titi (120.), Anestis (120.+1') – Antonsson (90.), Rakip (106.) |